# Stephan Schlögl

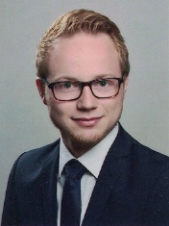
Stephan Schlögl, Tenor

Stephan Schlögl (* 21. Juni 1993 in Oberviechtach) ist ein deutscher Tenor und Komponist im klassischen und populären Musikgenre.

## Leben
Stephan Schlögl besuchte von 2004 bis 2012 das Musikgymnasium der Regensburger Domspatzen und bekam dort neben einer Gesangsausbildung auch Klavier- und Trompetenunterricht. Im Zuge weltweiter Konzertreisen mit dem Domchor trat er auch als Gesangssolist auf.
Im Jahr 2014 trat Stephan Schlögl dem Renner Ensemble Regensburg bei, mit dem er 2015 im Rahmen des International Male Voice Choral Festivals in Cornwall, England, den 3. Preis erhielt. Für das Ensemble wirkte Stephan Schlögl an insgesamt drei CD-Produktionen mit. Davon wurde die CD War No More im Jahr 2018 mit dem Opus Klassik prämiert.
2015 gründete Stephan Schlögl zusammen mit einem Freund die A-Cappella-Gruppe Free Vocals. Hier begann er, erstmals eigene Lieder zu komponieren. Seine Kompositionen Am Abend und Hör mein Lied wurden auf der CD Free Vocals verewigt.
Im Jahr 2016 entschied sich Stephan Schlögl nach erfolgreichem Abschluss seiner Ausbildung zum Eurokaufmann auch in beruflicher Hinsicht für die Musik und trat der populär ausgerichteten Vokalgruppe Stimmen der Berge bei. Dadurch deckt sein Wirken neben Klassik und Pop auch das Genre volkstümliche Schlager ab. Neben zahlreichen Konzerten im deutschsprachigen Europa sind die Stimmen der Berge regelmäßig in deutschen Fernsehsendungen wie Immer wieder sonntags, Schlagerspaß mit Andy Borg, Abendschau (Bayerischer Rundfunk) zu sehen. Seit 2016 veröffentlichte er mit den Stimmen der Berge elf Alben, von denen acht für mehrere Wochen in den Deutschen, Österreichischen und Schweizer Albumcharts gelistet waren. Zudem gewann er mit dem Ensemble den Crossover Award - („Klassik küsst Schlager“) bei der Smago Award Verleihung 2019.
Zwischen 2016 und 2024 studierte Stephan Schlögl das Fach Gesangspädagogik im Bachelor und Master an der Hochschule für Katholische Kirchenmusik und Musikpädagogik Regensburg bei Kammersänger Sibrand Basa und parallel dazu den Studiengang Schulmusik für Gymnasium (Doppelfach) an der Universität Regensburg. Seit September 2023 studiert Stephan Schlögl den Masterstudiengang MA Performance, Konzert in der Gesangsklasse von Prof. Sebastian Geyer an der ZHdK in Zürich.
Seit dem Jahr 2019 ist Stephan Schlögl Mitglied des Chores Lauschwerk, der sich überwiegend aus ehemaligen Mitgliedern der Audi Jugendchorakademie zusammensetzt und unter der Leitung von Martin Steidler anspruchsvolle Vokalmusik von der Renaissance bis zur Moderne erarbeitet. Gemeinsam mit dem Chor führte er unter anderem den Chigi Codex (Geistliche Werke von Johannes Ockeghem) auf und übernahm bei der Opernproduktion Orpheus und Eurydike von Christoph Willibald Gluck im Stadttheater Fürth die Funktion des Opernchores.
Seit dem Jahre 2022 ist Stephan Schlögl auch als Solist deutschlandweit in verschiedenen Kirchen und Konzerthäusern bei Festgottesdiensten, geistlichen Konzerten, Oratorienaufführungen, Operetten- und Liederabenden zu hören. Zu seinem Repertoire gehören u. a. die Tenorpartien aus Haydns Schöpfung, Messias von G. F. Händel, Paulus und Elias von F. Mendelssohn Bartholdy oder auch die Evangelistenpartien aus Bachs Weihnachtsoratorium und seinen Passionen. Besonderen Erfolg feiert Stephan Schlögl mit der exklusiven Rolle des „Schwan“ aus der Carmina Burana von Carl Orff, die er jedes Jahr mehrmals an renommierten Konzertorten wie dem Münchener Brunnenhof oder in der Stuttgarter Liederhalle zum Besten gibt. Im Zuge seiner solistischen Tätigkeit arbeitete er u. a. mit Orchestern wie der Württembergischen Philharmonie Reutlingen, dem Musikkollegium Winterthur, der Nordwestdeutschen Philharmonie, den Bad Reichenhaller Philharmonikern, der Vogtland Philharmonie oder auch mit Barockorchestern wie La Banda und L'arpa festante zusammen.
Stephan Schlögl ist seit 2022 auch als professioneller Chorsänger tätig und trat u. a. mit dem Chor des Bayerischen Rundfunks und der Zürcher Singakademie in Konzerthäusern wie der Mailänder Scala, dem Concertgebouw in Amsterdam oder dem Müpa in Budapest auf und sang dabei unter Dirigenten wie Christian Thielemann, Simon Rattle und Riccardo Chailly. Seit dem Jahre 2024 ist zudem freies Mitglied im Zürcher Opernchor.

## Diskografie
Alben 
- 2016 Im Namen des Vaters – Stimmen der Berge
- 2016 Franz Liszt und seine Zeit – Renner Ensemble Regensburg
- 2017 Das Beste – Stimmen der Berge
- 2017 Italienische Sehnsucht – Stimmen der Berge
- 2017 Weihnachten bei Uns Zuhaus – Stimmen der Berge
- 2018 War no more – Renner Ensemble Regensburg
- 2019 Free Vocals – Free Vocals
- 2019 Deutsches Gold – Stimmen der Berge
- 2019 Lebe, Lache, Liebe – Stimmen der Berge
- 2020 Ständchen – Männerchorwerke von Franz Schubert mit Klavierbegleitung – Renner Ensemble
- 2020 Sing mit! Die Große Kultschlager Party – Vol. 1 – Stimmen der Berge
- 2021 Ewige Liebe – Stimmen der Berge
- 2022 Goldene Stimmen der Heimat – Stimmen der Berge
- 2023 Die größten Hits aller Zeiten – Stimmen der Berge
- 2023 Danke für die Lieder – Stimmen der Berge
- 2024 10 Jahre - Das Beste zum Jubiläum – Stimmen der Berge
- 2024 Dein ist mein ganzes Herz

| Jahr | Album                                           | Chartplatzierungen | Chartplatzierungen | Chartplatzierungen |
| Jahr | Album                                           | DE                 | AT                 | CH                 |
| ---- | ----------------------------------------------- | ------------------ | ------------------ | ------------------ |
| 2017 | Das Beste                                       | 89 (3 Wo.)         | -                  | -                  |
| 2017 | Italienische Sehnsucht                          | 53 (1 Wo.)         | -                  | 51 (1 Wo.)         |
| 2019 | Deutsches Gold                                  | 5 (8 Wo.)          | 14 (Wo.)           | 15 (1 Wo.)         |
| 2020 | Sing mit! Die Große Kultschlager Party – Vol. 1 | 95 (1 Wo.)         | -                  | -                  |
| 2021 | Ewige Liebe                                     | 4 (4 Wo.)          | 20 (1 Wo.)         | -                  |
| 2022 | Goldene Stimmen der Heimat                      | 12 (5 Wo.)         | 50 (1 Wo.)         | 64 (1 Wo.)         |
| 2023 | Die größten Hits aller Zeiten                   | 12 (1 Wo.)         | 32 (1 Wo.)         | 43 (1 Wo.)         |
| 2023 | Danke für die Lieder                            | 16 (1 Wo.)         |                    |                    |
| 2024 | 10 Jahre – Das Beste zum Jubiläum               | 15 (1 Wo.)         |                    |                    |

 Singles 
- 2016 Ewige Liebe – Stimmen der Berge
- 2020 Sommer im Süden – Stimmen der Berge
- 2020 Das kommt gut – Stimmen der Berge
- 2021 Für einen Kuss - Stimmen der Berge
- 2021 Unendlich frei - Stimmen der Berge
- 2021 Hier und jetzt - Stimmen der Berge
- 2023 Was Männer woll'n - Stimmen der Berge
- 2024 Arche Noah - Stimmen der Berge